# Lucozade

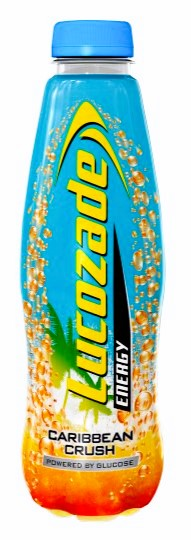
Lucozade Caribbean Crush (2022)

Lucozade ist eine britische Erfrischungsgetränkemarke, die von dem japanischen Unternehmen Suntory hergestellt und vermarktet wird. 

## Geschichte
Lucozade wurde 1927 als "Glucozade" im Vereinigten Königreich von dem Apotheker William Walker Hunter aus Newcastle auf den Markt gebracht. Hunter war besorgt wegen der Gelbsucht seiner Tochter und versuchte, ein schmackhaftes Glukosegetränk herzustellen, um ihre Genesung zu fördern.

Fimierend als W. Owen & Son wurde es von dem britischen Pharmaunternehmen Beecham's 1938 übernommen und als Lucozade, ein Energiegetränk für Kranke, verkauft. Der Werbeslogan lautete "Lucozade hilft bei der Genesung". Bis in die 1980er Jahre wurde es hauptsächlich in Apotheken verkauft, bevor es als Sportgetränk im Einzelhandel erhältlich war. Die bisherige Glasflasche wurde 1983 durch eine Plastikflasche ersetzt, die mit dem Slogan "Lucozade ersetzt verlorene Energie" beworben wurde.

Lucozade "David and Goliath" Poster, Belfast (April 2018)

Im Jahr 1989 fusionierte die Beecham-Gruppe zu SmithKline Beecham, das im Jahr 2000 zu GlaxoSmithKline wurde. Im September 2013, verkaufte GlaxoSmithKline Lucozade und ein weiteres Erfrischungsgetränk, Ribena, an das japanische Getränkekonglomerat Suntory für 1,35 Milliarden Pfund.

## Zuckeranteil
Stand 2016 enthielt eine 500-ml-Flasche 62 g Zucker (15,5 Würfel), mehr als Coca-Cola. Im Jahr 2017, um die Zuckersteuer zu umgehen wurde das Getränk umformuliert und enthält nun 22,5 g Zucker pro 500 ml Flüssigkeit, sowie die künstlichen Süßstoffe Aspartam und Acesulfam K.